# 野球インドネシア代表
野球インドネシア代表（やきゅうインドネシアだいひょう、英語：Baseball Indonesia National Team）は、インドネシアにおける野球のナショナルチームである。

## 歴史
2003年のアジア選手権では予選リーグ敗退。2004年のアジアカップでは3位。
2007年には、東南アジア競技大会野球競技での金メダル獲得を目指して、バリ島でクラブチーム「バリ・レッドソックス」の監督、また、バリ州代表チームの監督を務める野中寿人が、日本人（外国人）として初めて代表監督に就任。フィリピンに対し0-1と惜敗したが3位に入賞、銅メダルを獲得した。
2009年5月、タイのバンコクで開催された第8回アジアカップでは、香港、スリランカを破り、決勝でパキスタンと戦い、3-2で勝利。アジアカップ初優勝を果たし、野球の国際大会としても初のタイトルを得る。
2009年7月には、アジア選手権の成田予選に出場。日本などと戦い、アジアランキングを7位に引き上げる。
2011年3月、城西大学硬式野球部監督を務めた原田勝美が野中の後任として監督に就任。2011年11月、自国で開催された東南アジア競技大会で2位入賞、銀メダル獲得。しかし、以後は若手選手の育成不全や技術の停滞が目立ち、その結果、アジアランキングも11位に下降した。
2014年5月、野中寿人が監督に再度就任し、2015年5月に地元・ジャカルタで開催された第11回東アジアカップでは決勝まで駒を進めたが、フィリピンに0-10で敗れ、準優勝であった。
同年9月、東アジアカップ優勝国のフィリピンのアジア選手権出場辞退により、台湾の台中で開催されたアジア選手権大会に出場した。